# 铁本事件
铁本事件是发生于2004年的经济事件，被认为是当年，中国政府为“维护宏观调控政令畅通而抓出的一个典型”。铁本钢铁有限公司在常州市政府及当地银行的支持下通过以大化小，违规征用土地等手段上马100亿人民币800万吨的铁本钢铁项目。
铁本钢铁项目位于常州市新北区魏村镇和镇江市（扬中市）西来桥镇。2004年3月，被江苏省人民政府责令全面停工。4月30日，国务院办公厅发布《关于江苏铁本钢铁有限公司违法违规建设钢铁项目调查处理情况的通报》，指铁本项目是“一起典型的地方政府有关部门严重失职违规、企业涉嫌违法犯罪的固定资产投资项目。”
当地8名高级官员被捕，包括时任江苏省发改委副主任秦雁、常州市市委书记范燕青等8人分别受到党纪、政纪处分，铁本董事长戴国芳也被以偷税漏税罪起诉。